# اچ‌ام‌اس اره‌ماهی (۱۸۹۵)
اچ‌ام‌اس اره‌ماهی (۱۸۹۵) (به انگلیسی: HMS Swordfish (1895)) یک کشتی بود که طول آن ۲۰۰ فوت ۰ اینچ (۶۰٫۹۶ متر) بود. این کشتی در سال ۱۸۹۵ ساخته شد.